# Kårsta, Örebro kommun
Kårsta är en småort i Hovsta socken i Örebro kommun i Närke.